# Annemarie de Bourbon-Parma
Ana Maria Cecilia Guálteria de Weezel (Haia, 18 de dezembro de 1977) é uma jornalista holandesa, esposa do príncipe Carlos Xavier, o atual duque titular de Parma e Placência.

## Família
Annemarie é filha de Hans van Gualthérie Weezel, membro da Câmara dos Representantes dos Países Baixos pelo Partido Democrata-Cristão, membro do Conselho Europeu em Estrasburgo, e o embaixador neerlandês em Luxemburgo. Seu avô era John Gualthérie de Weezel, chefe da polícia de Haia e membro da resistência holandesa, durante a Segunda Guerra Mundial.
Em 7 de outubro de 2009 foi anunciado o noivado com o príncipe Carlos. O casamento civil ocorreu no dia 12 de junho de 2010, em Wijk bij Duurstede. O casamento na igreja era para ter ocorrido no Abadia de Cambre La, em Ixelles em 28 de agosto , mas foi adiada devido à doença de seu sogro o príncipe Carlos Hugo. O príncipe Carlos Hugo morreu pouco tempo depois. 
Annemarie e Carlos têm três filhos:
- Luisa Irene Constança Ana Maria de Bourbon-Parma (9 de maio de 2012)
- Cecilia Maria Joana Beatriz de Bourbon-Parma (17 de outubro de 2013)
- Carlos Enrique Leonardo de Bourbon-Parma (24 de abril de 2016) [3]

## Títulos e estilos
- 18 de dezembro de 1977 — 12 de junho de 2010:  Senhorita  Annemarie Gualthérie van Weezel
- 12 de junho de 2010 — 18 de agosto de 2010:  Sua Alteza Real  a Princesa de Placência, duquesa de Madri e condessa de Molina
- 18 de agosto de 2010 — presente:  Sua Alteza Real a Duquesa de Parma, Placência e de Guastella, Duquesa de Madrid, Duquesa de São Jaime